# Obertasów
Obertasów (ukr. Обертасів) – wieś na Ukrainie w rejonie złoczowskim obwodu lwowskiego.

## Historia
Pod koniec XIX w. leśniczówka wsi Płuhów w powiecie złoczowskim.